# Sede da Fazenda Conceição
A Sede da Fazenda Conceição é uma construção rural do século XIX, tombada pelo IPHAN (Instituto do Patrimônio Histórico e Artístico Nacional) em 22 de novembro de 2019, e pelo CONDEPHAAT (Conselho de Defesa do Patrimônio Histórico, Arqueológico, Artístico e Turístico) em 19 de janeiro de 1987. Está localizado na cidade de Paraibuna, no estado de São Paulo.
A Fazenda Conceição surgiu da repartição da sesmaria Fartura em 1828, que foi dada como dote de casamento para Manoel Correia de Mesquita, responsável pela construção da sede da fazenda em 1841. Teve seu apogeu durante o ciclo do café no interior paulista e atualmente se encontra em ruínas.
A edificação assobradada tem planta retangular, construída em pau a pique e coberta com telhado em quatro águas e longos beirais.